# رأسمالية المحاسيب
رأسمالية المحاسيب هو مصطلح يصف الاقتصاد الذي يعتمد فيه النجاح في الأعمال التجارية على العلاقات القوية بين القائمين على العمل التجاري والمسئولين الحكوميين. ويمكن أن يتسم بالمحاباة فيما يتعلق بتوزيع التصاريح القانونية أو المنح الحكومية أو التخفيضات الضريبية الخاصة أو غيرها من أشكال تدخل الدولة في توجيه الشئون الاقتصادية.
ويعتقد أن رأسمالية المحاسيب تظهر عندما تمتد المحسوبية السياسية إلى عالم الأعمال التجارية، حين تؤثر الصداقات التي ترمي إلى خدمة المصالح الذاتية والعلاقات بين الأسر بين رجال الأعمال والحكومة على الاقتصاد والمجتمع لدرجة أنها تفسد المثاليات الاقتصادية والسياسية التي ترمي إلى خدمة العامة.
وقد كان لمصطلح «رأسمالية المحاسيب» تأثير كبير بين العامة كتفسير للأزمة المالية الأسيوية. كما أنه يستخدم في مختلف أرجاء العالم كذلك للإشارة إلى أي قرارات حكومية تهدف إلى تفضيل «محاسيب» المسئولين الحكوميين بطريقة عملية. وفي العديد من الحالات، يستخدم هذا المصطلح بشكل متبادل مع مصطلح رفاهية الشركات، إلى درجة وجود فارق بينهما، فهذا المصطلح الأخير يمكن أن يقتصر على الدعم الحكومي المباشر للشركات الكبرى والاستثناء من الثغرات الضريبية وكل القرارات التنظيمية والتجارية، والتي يمكن أن تكون، في الواقع العملي، أكبر من أي دعم مباشر.

## رأسمالية المحاسيب في الواقع العملي

منظمة الشفافية العالمية حول فهرس إدارك الفساد، لعام 2010

الرأسمالية المحاسيب في أبسط أشكالها تتكون رأسمالية المحاسيب من تواطؤ بين المشاركين في الأسواق. ففي حين أن هؤلاء الأطراف ربما ينافسون بعضهم بشكل بسيط، إلا أنهم غالبًا ما يقومون بعمل جبهة موحدة (يطلق عليها في بعض الأحيان اسم اتحاد تجاري أو مجموعات تجارية صناعية) للحكومة لطلب الدعم الحكومي أو الإعانات أو فرض اللوائح. ويمكن أن يجد المشاركون الجدد في الأسواق أنه من الصعب الحصول على القروض أو الحصول على مكان لهم في السوق أو الحصول على الموافقات الرسمية (مثل نظام الميداليات لسيارات الأجرة في مدينة نيويورك الذي تم إنشاؤه أثناء فترة الكساد الكبير) لبيع المنتجات أو الخدمات الخاصة بهؤلاء المشاركين، وفي المجالات التقنية، يمكن أن يتم اتهامهم بالتعدي على براءات الاختراع، في حين أن المنافسين الراسخين في الأسواق لا يقومون بإثارتها ضد بعضهم البعض. وترفض شبكات التوزيع مساعدة المشاركين الجدد. ورغم ذلك، ينجح بعض المنافسين عندما تكون المعوقات القانونية بسيطة، خصوصًا عندما يكون المشاركون القدماء قد قلت كفاءتهم وفشلوا في الوفاء باحتياجات السوق. وبطبيعة الحال، يمكن أن ينضم هؤلاء المشاركون الجدد إلى الشبكات الراسخة للمساعدة على ردع وإعاقة أي منافسين جدد. وتشتمل الأمثلة الجدلية على ذلك على الكايرستو (اتحاد الشركات) في اليابان بعد الحرب، ووسائل الإعلام المطبوعة في الهند، والتكتل الكوري الجنوبي والأسر القوية التي تسيطر على أغلب الاستثمارات في أمريكا اللاتينية.
ومع ذلك، تقترن رأسمالية المحاسيب بصفة عامة بقدر أكثر من التدخل الحكومي غير المحمود. وتشيع القوانين واللوائح التي لا تكون واضحة عن عمد في مثل تلك الأنظمة. وعندما يتم الاعتماد على تلك القوانين بشكل صارم، فإنها، بشكل عملي، تعيق كل الأعمال التجارية بشكل كبير، وفي الواقع العملي، لا يتم تفعيلها إلا بشكل متقطع. ويوفر شبح تطبيق هذه القوانين بشكل مفاجئ على الشركة حافزًا للبقاء في علاقة جيدة مع المسئولين السياسين. ويمكن أن يتم تطبيق القوانين فجأة على المنافسين الذين يسببون المشكلات والذين يتجاوزون الحدود، مما يؤدي إلى فرض غرامات عليهم أو حتى إلى سجنهم لبعض الوقت. وحتى في الديمقراطيات ذات الدخل المرتفع التي تحتوي على أنظمة قضائية وحريات للصحافة راسخة للغاية، ترتبط الدول الأكبر بالمزيد من الفساد السياسي (بما في ذلك رأسمالية المحسوبية).
تشتمل الدول التي يقال إنها تعاني في الغالب من رأسمالية المحاسيب على جمهورية الصين الشعبية؛ والهند، خصوصًا حتى بدايات التسعينيات من القرن العشرين عندما كانت الحكومة تسيطر على التصنيع بشدة (&«رخصة راج»)؛ وإندونيسيا؛ والأرجنتين؛ والبرازيل؛ والمملكة المتحدة؛ وماليزيا؛ وإسرائيل; وروسيا؛ والولايات المتحدة؛ وأغلب الدول التي كانت تنتمي إلى دول الكتلة الشرقية. ويقول وو جنجليان، وهو أحد الرواد الاقتصاديين في الصين وداعم منذ فترة طويلة لانتقالها إلى الأسواق الحرة، إنها تواجه مستقبلين متناقضين بشكل صارخ: اقتصاد السوق بموجب القوانين أو بموجب رأسمالية المحاسيب.

## المحسوبية في القطاعات الاقتصادية
يمكن أن تؤدي المشاركة الحكومية المباشرة بشكل أكثر إلى مجالات محددة فيما يتعلق برأسمالية المحاسيب، حتى لو كان الاقتصاد برمته في حالة جيدة. وتقوم الحكومات، غالبًا بحسن نية، بإنشاء الوكالات الحكومية الرامية إلى تنظيم الصناعة. ومع ذلك، فإن أفراد تلك الصناعة يهتمون بشدة بالإجراءات الصادرة عن الهيئة التنظيمية، في حين أن أغلب المواطنين لا يتأثرون بذلك إلا بأقل القليل. ونتيجة لذلك، من الشائع للمشاركين الحاليين في الصناعة السيطرة على «وكالة المراقبة» واستخدامها ضد مصلحة المنافسين. وهذه الظاهرة، التي يطلق عليها اسم السيطرة التنظيمية، لها تاريخ طويل.
قلب الحكم التاريخي الصادر عن المحكمة العليا الأمريكية في عام 1824 الاحتكار الذي منحته ولاية نيويورك («وهو نموذج حقيقي لسخاء الدولة» سهله أحد المؤسسين الرئيسيين وهو روبرت آر ليفينجستون) حول تقنية البواخر التي كانت تقنية ثورية في ذلك الحين. ومن خلال الاستفادة من تأسيس المحكمة العليا لسيادة الكونجرس على التجارة، تم تأسيس لجنة التجارة بين الولايات في عام 1887 بهدف تنظيم «البارونات اللصوص» للسكك الحديدية. وقد قام الرئيس جروفر كليفلاند بتعيين توماس إم كولي، وهو أحد الحلفاء في السكك الحديدية، ليكون أول رئيس لتلك اللجنة، وتم استخدام نظام التصاريح لمنع وصول المشاركين الجدد وتنظيم تحديد الأسعار بشكل قانوني.
وغالبًا ما يشار إلى المجمع الصناعي العسكري في الولايات المتحدة على أنه مثال لرأسمالية المحاسيب في الصناعة. ويصف النقاد العلاقات بين البنتاجون وجماعات الضغط في واشنطن على أنها أكثر أهمية من المنافسة الفعلية، بسبب الطبيعة السياسية والمتكتمة لتعاقدات وزارة الدفاع. وفي نزاع بوينغ وإيرباص في منظمة التجارة العالمية (WTO)، قالت شركة إيرباص (التي تتلقى دعمًا حكوميًا مباشرة من الحكومات الأوروبية) إن شركة بوينغ تتلقى إعانات مماثلة يتم إخفاؤها في شكل عقود لا يتم تفعيلها مع وزارة الدفاع. وقد تلقت العديد من الشركات تعاقدات سريعة بدون مناقصات من أجل التعامل مع إعصار كاترينا وإعادة الإعمار بعد غزو العراق بزعم وجود مقربين من إدارة بوش في تلك الشركات.
وقد قال جيرالد بي أودريسكول، وهو نائب الرئيس السابق لبنك الاحتياطي الفيدرالي في ولاية دالاس، إن فاني ماي وفريدي ماك أصبحا مثالين على رأسمالية المحاسيب. فالدعم الحكومي منح الفرصة لفاني وفريدي للسيطرة على اكتتاب الرهن العقاري. «فقد خلق السياسيون عمالقة الرهن العقاري، مما أدر بعض الأرباح على السياسيين، في بعض الأحيان بشكل مباشر، من خلال تمويل الحملات، وفي بعض الأحيان من خلال» المساهمات«المقدمة للناخبين المفضلين.»

## خلق رأسمالية المحاسيب في الاقتصادات النامية
في أسوأ أشكالها، يمكن أن تؤول رأسمالية المحاسيب إلى فساد، حيث يتم الاستغناء عن أي ذريعة للأسواق الحرة. ويشيع اعتبار الرشاوى التي يتم تقديمها إلى المسئولين الحكوميين ضرورات وتهربًا من دفع الضرائب، ويظهر ذلك في العديد من الدول في إفريقيا، على سبيل المثال. وفي بعض الأحيان، يطلق على ذلك اسم بلوتوقراطية (أي الحكم بالثروة) أو كليبتوقراطية (الحكم بالسرقة).
ويمكن أن تميز الحكومات الفاسدة مجموعة واحدة من ملاك الشركات الذين يمتلكون روابط وثيقة مع الحكومة عن غيرهم. ويمكن أن يتم ذلك من خلال التفضيل العنصري أو الديني أو العرقي، على سبيل المثال، يمتلك العلويون في سوريا حصة غير متناسبة للسلطة في الحكومة والأعمال هناك. (فالرئيس بشار الأسد ينتمي إلى الطائفة العلوية.) ويمكن تفسير ذلك من خلال اعتبار العلاقات الشخصية على أنها شبكة اجتماعية. وعندما يرغب القادة الحكوميون والتجاريون في تنفيذ أمور متنوعة، فإنهم، بشكل طبيعي، يرجعون إلى الأشخاص الآخرين الذين يمتلكون السلطة لدعم مساعيهم. ويمثل هؤلاء الأشخاص المحاور في تلك الشبكة. وفي الدول النامية، يمكن أن تكون تلك المحاور قليلة للغاية، وبالتالي تتركز السلطة الاقتصادية والسياسية في يد مجموعة متشابكة صغيرة.
وبشكل طبيعي، لا يمكن الدفاع عن ذلك للبقاء في الأعمال، حيث يؤثر المشاركون الجدد على السوق. ومع ذلك، إذا كانت الأعمال والحكومات متضافرة، فيمكن أن تحافظ الحكومة على شبكة المحاور الصغيرة.
كتب رايموند فيرنون، وهو متخصص في الشئون الاقتصادية والدولية
أن الثورة الصناعية بدأت في بريطانيا العظمى لأنهم كانوا أول من قام بتحديد سلطات مجموعات الفيتو (بشكل نموذجي، أولئك الذين كانوا يملكون علاقات محسوبية مع الآخرين الموجودين في السلطة) من أجل منع الإبداعات. «على خلاف أغلب البيئات القومية الأخرى، تضمنت البيئة البريطانية في بدايات القرن التاسع عشر بعض التهديدات القليلة نسبيًا لأولئك الذين كانوا يقومون بتحسين وتطبيق الإبداعات الحالية، سواء من المنافسين التجاريين أو العمال أو الحكومة ذاتها. أما في الدول الأوروبية الأخرى، على النقيض من ذلك، كانت النقابات التجارية ... مصدرًا منتشرًا للفيتو والاعتراض على مدار العديد من القرون. وقد كان يتم منح تلك السلطة لهم من خلال الحكومة». على سبيل المثال، قام مخترع روسي باختراع محرك بخاري في عام 1766، واختفى بدون أي أثر. «[و]قد تم قمع مركبة تعمل بالبخار لا تجرها الخيول في فرنسا في عام 1769 بشكل رسمي.» وقد بدأ جيمس وات في التجريب على البخار في عام 1763، وحصل على براءة اختراع في عام 1769، وبدأ الإنتاج التجاري في عام 1775.
ويوفر كتاب الدين: أول 5000 عام (Debt: The First 5000 Years) الذي كتبه عالم الأنثروبولوجي الفوضوي ديفيد جرايبير منظورًا أكثر شمولية: يقول جرايبير، كما نرى في أقدم السجلات التاريخية والأثرية، قام الأشخاص الذين يملكون الثروة والسلطة، والذين عادة ما يكونون الملك ومحاسيبه، بكتابة القواعد للاستفادة منها على حساب الآخرين. وكان من الممكن أن يتدهور الموقف للعامة، إلى أن تم منع ذلك من خلال ثورة الفلاحين. وحينها، أمكن بدء الدورة من جديد.

## وجهات النظر السياسية
غالبًا ما يؤكد نقاد الرأسمالية، بما فيهم الاشتراكيون وغيرهم من معارضي الرأسمالية، أن رأسمالية المحاسيب هي نتيجة لا مفر منها لأي نظام رأسمالي. وقد وصفته جين جاكوبز على أنه نتيجة طبيعية للتواطؤ بين أولئك الذين يديرون السلطة والتجارة، في حين أن نعوم تشومسكي قال إن مصطلح «المحسوبية» هو مصطلح زائد عند وصف الرأسمالية. وحيث إن الأعمال التجارية تؤدي إلى تحقيق الأموال والأموال تؤدي إلى السلطات السياسية، فإن الأعمال التجارية سوف تستخدم سلطاتها بما لا يدع مجالاً للشك للتأثير على الحكومات. وقدر كبير من قوة الدفع وراء إصلاح تمويل الحملات الانتخابية في الولايات المتحدة وفي الدول الأخرى ما هو إلا محاولة لمنع استخدام السلطات الاقتصادية للاستيلاء على السلطات السياسية.
يقول رافي باترا «لقد أدت كل الإجراءات الاقتصادية الرسمية التي تم تبنيها منذ عام 1981 ... إلى تدمير الطبقة الوسطى» وأن حركة احتلال وول استريت يجب أن تضغط من أجل إلغاء تلك الإجراءات، وبالتالي إنهاء تأثير الأغنياء بشكل زائد عن الحد على العملية السياسية، التي ينظر إليها على أنها مظهر من مظاهر رأسمالية المحاسيب.
وقد انتقد خبراء الاقتصاد الاشتراكي، مثل روبين هاهنيل، هذا المصطلح باعتباره محاولة يتم تحفيزها بشكل أيديولوجي لطرح ما يرونه على أنها مشكلات رأسمالية جوهرية على أنها مخالفات يمكن تجنبها. ويرفض خبراء الاقتصاد الاشتراكيون هذا المصطلح باعتباره شكلاً اعتذاريًا عن حالات الفشل في السياسات التحررية الجديدة، وبشكل أكثر جوهرية، تصورهم لنقاط ضعف تخصيص السوق.
يعارض خبراء اقتصاد عدم التدخل  رأسمالية المحاسيب كذلك، حيث يذمون التفضيل الحكومي على أنه لا يتوافق مع السوق الحرة الحقيقية.
وينتقد أنصار اقتصاد عدم التدخل المصطلح باعتباره محاولة مدعومة أيديولوجيًا لطرح ما يعتبر من وجهة نظرهم المشكلات الجوهرية للتدخل الحكومي أو «الاستثمارات» على أنه انحراف يمكن تجنبه؛ ويشير مناصرو السوق الحرة إلى التفضيل الحكومي على أنه «اشتراكية محسوبية»، أو «اشتراكية المشروعات» أو «هيمنة، وهو ما يعتبر شكلاً جديدًا من أشكال الاتجارية» للتأكيد على أن الطريقة الوحيدة لإدارة شركات تحقق الأرباح في هذا النظام يتمثل في الحصول على مساعدة من مسئولي الحكومة الفاسدين.
حتى إذا كانت النية من التشريع المبدئي حسنة (الحد من الانتهاكات الفعلية)، وحتى إذا كان الضغط المبدئي من قبل الشركات حسن النية (من أجل تقليل اللوائح غير المنطقية)، فإن الخلط بين التجارة والحكومة يؤدي إلى كبت المنافسة، وهي نتيجة تنطوي على التواطؤ ويطلق عليها اسم التقاط اللوائح. في كتابه أساطير بارونات اللصوص (The Myth of the Robber Barons)، ميز برتون دابليو فولسوم الابن أولئك الذين يشاركون في رأسمالية المحاسيب، والذين وصفهم على أنهم «مقاولون سياسيون» وبين أولئك الذين يتنافسون في السوق بدون الحصول على مساعدة خاصة من الحكومة، وهم من أطلق عليهم اسم «مقاولي السوق» والذين يحققون النجاح «من خلال إنتاج منتج عالي الجودة بسعر تنافسي»